# Mörttjärnen (Hällefors socken, Västmanland, 665563-143031)
Mörttjärnen är en sjö i Hällefors kommun i Västmanland och ingår i Göta älvs huvudavrinningsområde. Sjöns area är 0,01 kvadratkilometer och den befinner sig 265 meter över havet.